# Ottone II di Sassonia
Ottone II di Sassonia (Sassonia, 955 circa – Roma, 7 dicembre 983) fu re dei Franchi Orientali dal 961 alla morte, re degli Italici dal 980 alla morte e imperatore dei Romani dal 973 alla morte.
In giovane età, Ottone fu elevato a co-re nel 961 e co-imperatore nel 967 da suo padre, Ottone il Grande, al fine di assicurare la sua successione. Ottone II fu l'unico sovrano del periodo post-carolingio a essere elevato a imperatore mentre il padre era ancora in vita. Quando Ottone I morì dopo trentasette anni di governo, Ottone, che aveva solo diciotto anni, divenne unico sovrano.
Durante il suo regno operò una graduale riorganizzazione nel Sud dell'impero. Escludendo la linea bavarese dei Liudolfingi dalla regalità, rafforzò il potere imperiale e assicurò la successione di suo figlio omonimo. Il tentativo di includere tutta l'Italia nel dominio imperiale portò a conflitti con Saraceni e Bizantini nell'Italia meridionale. La campagna di Ottone contro i Saraceni si concluse con una catastrofica sconfitta a Capo Colonna nel 982, seguita poco dopo dall'insurrezione slava del 983, una grave battuta d'arresto nella cristianizzazione e sottomissione degli Slavi. La morte improvvisa dell'imperatore all'età di ventotto anni in Italia e la conseguente crisi dell'impero plasmarono nei posteri l'immagine di un sovrano sfortunato. Fu inoltre l'unico sovrano tedesco a essere sepolto a Roma.

## Biografia

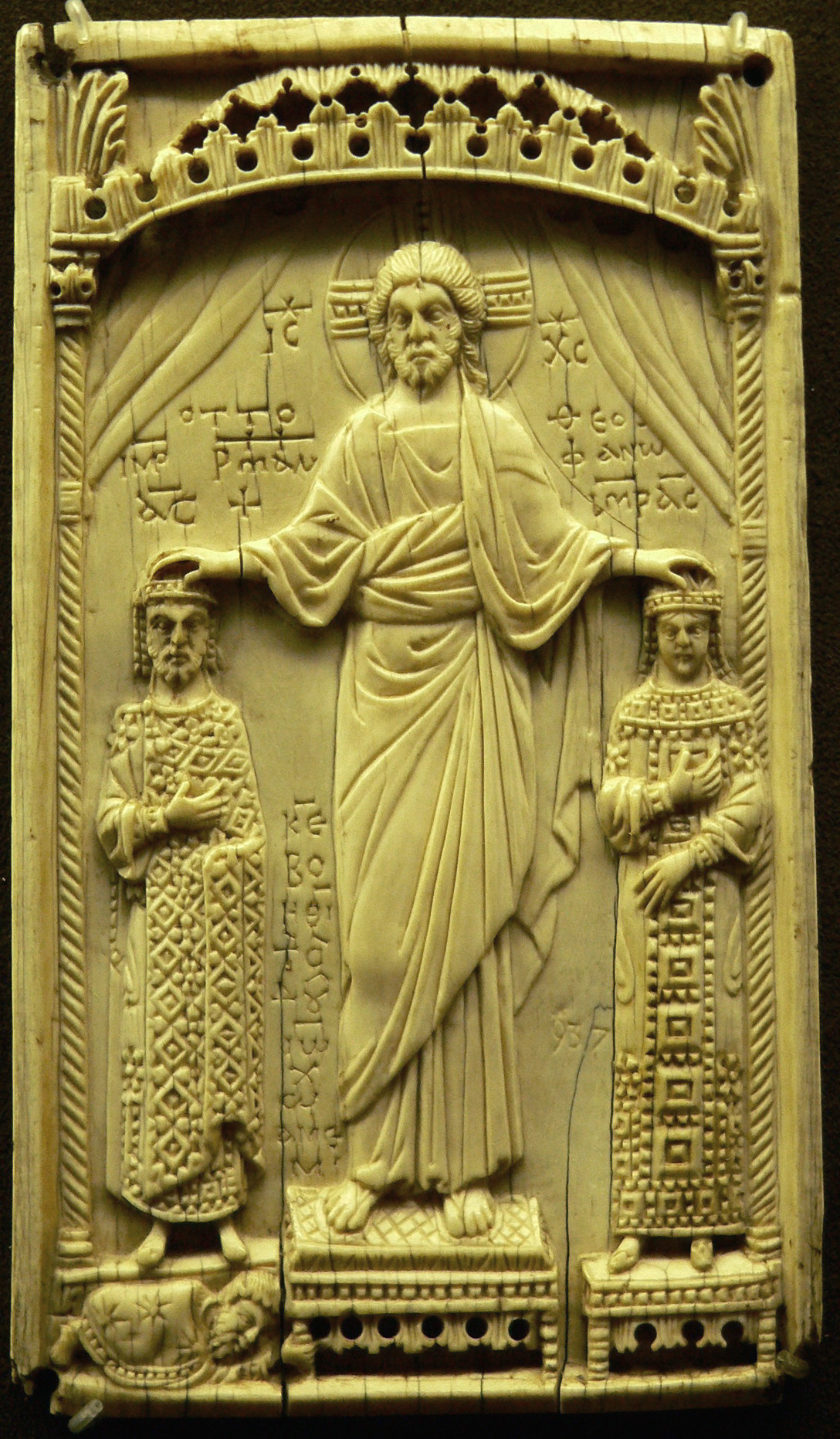
La tavoletta d'avorio donata probabilmente da Giovanni Filagato sottolinea l'uguaglianza gerarchica tra Ottone e Teofano. Essi indossano abiti greci e ricevono le loro corone dalle mani di Cristo. Per la prima volta in Occidente, l'imperatore e l'imperatrice sono qui rappresentati nelle stesse dimensioni. Tuttavia, a Teofano è riservata una porzione più piccola sul lato sinistro rispetto al consorte (Museo di Cluny, Parigi).

### Prima dell'ascesa al trono

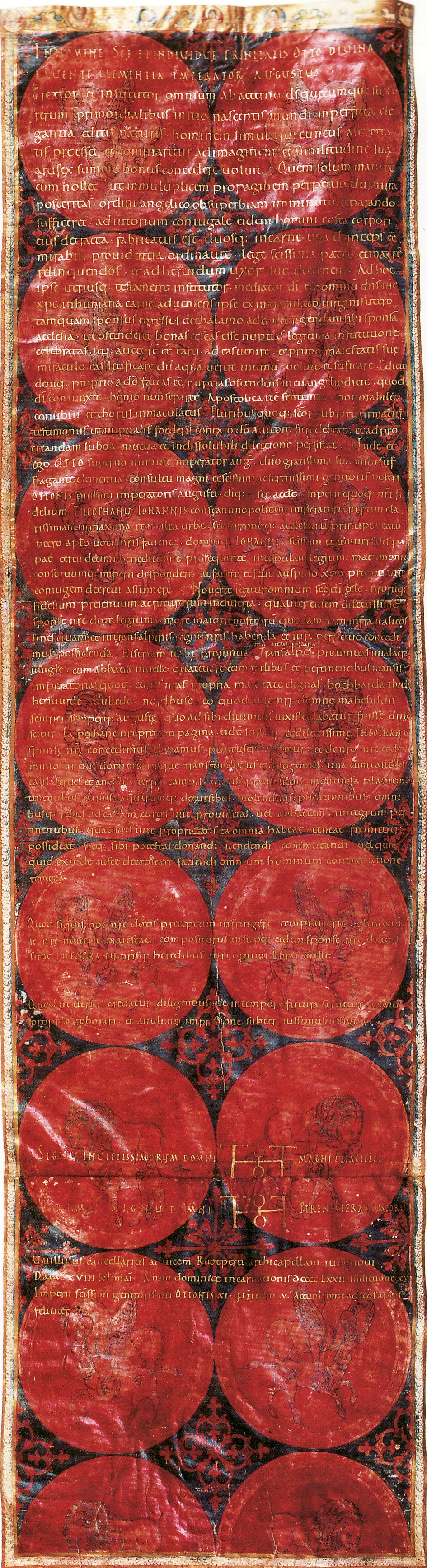
Carta di matrimonio dell'imperatrice Teofano (Staatsarchiv Wolfenbüttel 6 Urk 11). Con questo documento, Ottone II assegnò ampie terre nell'impero e in Italia a sua moglie come Morgengabe. Il documento presenta il testo in scrittura dorata su un fondo viola/porpora decorato con degli animali.

#### Origini e giovinezza
Ottone II era il figlio del re dei Franchi Orientali Ottone I e della sua seconda moglie Adelaide di Borgogna. Ebbe come precettore il fratellastro Guglielmo di Magonza, poi il vescovo Volkold di Meißen e infine Eccardo II di San Gallo, ricevendo un'educazione letteraria e spirituale completa. Il margravio Odo lo istruì nella guerra e nelle usanze legali. All'età di sei anni fu elevato a co-re da suo padre nell'Hoftag di Worms nel maggio 961 mentre era in corso l'allestimento per una campagna in Italia e fu incoronato ad Aquisgrana. Ottone I violava così il diritto consuetudinario, perché fino ad allora era consuetudine in casa sassone attendere la maggiore età prima di compiere passaggi di potere. Le ragioni di questa decisione non sono state tramandate, ma sono probabilmente legate alla rischiosa spedizione militare di Ottone I in Italia. Poiché il primo marito di Adelaide, Lotario, era stato nominato co-re da suo padre alla stessa età nel 931, a sua influenza può forse anche essere assunta dietro questa decisione.
Ottone II fu scortato ad Aquisgrana, dove i Lotaringi gli resero omaggio, e fu unto re dagli arcivescovi renani Bruno di Colonia (che era inoltre suo zio), Guglielmo di Magonza (suo precettore e fratellastro) ed Enrico I di Treviri. I due arcivescovi e familiari Bruno e Guglielmo furono nominati reggenti del regno e rimasero a nord delle Alpi assieme al giovane. Dopo tre anni e mezzo di assenza, il padre di Ottone tornò nel suo regno all'inizio del 965 come imperatore e re degli Italici. Per rafforzare la successione, l'anniversario dell'incoronazione di Ottone II come imperatore fu celebrato il 2 febbraio 965 a Worms, il luogo della sua elevazione a re.

#### Erede al trono e co-reggente
In Italia la situazione politica era instabile anche dopo che Ottone I fu incoronato imperatore. Papa Giovanni XIII, che era fedele all'imperatore, non fu in grado di tenere testa alla nobile famiglia Crescenzi della città di Roma e venne catturato, ma riuscì a fuggire e chiese soccorso all'imperatore. Solo un anno e mezzo dopo il suo ritorno, Ottone I si trasferì nuovamente in Italia. All'età di quasi undici anni, Ottone II era di nuovo da solo dalla fine dell'agosto 966. Dopo la morte dello zio Bruno, il fratellastro Guglielmo rimase unico reggente. Dopo la sua incoronazione imperiale, anche Ottone il Grande dovette chiarire i suoi rapporti con il più antico Impero bizantino. Nel corso della disputa sul titolo imperiale, Bisanzio dovette regolare la situazione costituzionale e la divisione del potere tra i due imperi, anche se Bisanzio governava solo una piccola area nel Sud della penisola italiana. La sovranità sui due principati di Capua e Benevento era stata a lungo contesa. Un'alleanza matrimoniale tra le due potenze dovrebbe sia risolvere il problema dei due imperatori sia chiarire l'estensione dei rispettivi domini in Italia nel quadro di amicizia e di alleanza. Anche il prestigio di entrambe le parti doveva essere preservato. Nel pensiero politico di Ottone I, l'incoronazione di suo figlio come imperatore era un prerequisito importante per il matrimonio desiderato con la figlia porfirogenita di un imperatore bizantino. Ottone ovviamente sperava che il legame matrimoniale con la prestigiosa dinastia dei Macedoni avrebbe legittimato suo figlio e la sua stirpe. Per promuovere i suoi piani dinastici, Ottone esortò suo figlio, in una lettera scritta insieme al papa, di recarsi a Roma nell'autunno del 967 per celebrare con loro il Natale. Non si sa nulla degli accordi presi per la durata dell'assenza; tuttavia, la sua chiamata in Italia impedì l'emersione di una propria clientela nella nobiltà sassone. La partenza di Ottone II per l'Italia e la morte di Guglielmo di Magonza nel marzo 968 e della regina Matilde crearono un vuoto di potere in Sassonia. Ciò non fu senza conseguenze in quanto, per la prima volta dal 919, la presenza regia in Sassonia fu interrotta per un lungo periodo.
Da Augusta, Ottone giunse in Italia attraverso il Brennero. Nell'ottobre del 967 padre e figlio si incontrarono a Verona e si trasferirono insieme via Ravenna a Roma. Il 25 dicembre 967 Ottone II fu incoronato co-imperatore a Roma. Questo assicurò la trasmissione dell'impero e della corona imperiale creata da suo padre. I negoziati per il matrimonio di Ottone II con una principessa bizantina iniziarono nel 967, ma fu solo nel 972 che fu concluso un accordo di matrimonio e di pace. L'unica sposa porfirogenita oggetto di trattativa per Ottone II, che era nato nel 955, era, per motivi di età, Anna, figlia dell'imperatore Romano II. Ma la scelta dell'imperatore Giovanni I Zimisce cadde su sua nipote Teofano, che era solo una nipote e per di più non porfirogenita. Il 14 aprile 972, Teofano fu data in sposa a Ottone e incoronata imperatrice. Questo significava che l'impero occidentale era riconosciuto da Bisanzio. Grazie a questo evento, la situazione nelle parti meridionali d'Italia si distese, anche se non sembra che vi fu una specifica riorganizzazione dell'assetto politico locale. Con un magnifico documento, il co-imperatore assegnò in dote a sua moglie le contee di Istria e Pescara, Walcheren e Wichelen con la ricca abbazia di Nivelles comprendente 14 000 Hufen, le curtis regie di Boppard sul Reno, Tiel sul Waal, Herford, Tilleda e Nordhausen alla Sassonia.
Anche dopo l'incoronazione imperiale, Ottone rimase l'ombra del suo prepotente padre e gli fu negata una quota di autonomia. A differenza del fratellastro maggiore Liudolfo, che ricevette il ducato di Svevia nel 950, Ottone non ricevette una propria giurisdizione da parte del padre dopo la maggiore età. Dopo la sua incoronazione come imperatore fu limitato alla parte alpina settentrionale dell'impero e i sigilli imperiali usati da Ottone II fino all'anno 973 erano più piccoli nelle proporzioni esterne di quelli di suo padre. Il giovane imperatore non ebbe una propria cancelleria, e il contenuto delle sue poche carte reali rimase limitato. Nell'agosto del 972, Ottone II tornò a casa con i suoi genitori dopo un'assenza di cinque anni. Nei nove mesi successivi, durante i quali suo padre era ancora vivo, sono sopravvissuti sedici privilegi di Ottone I, ma solo quattro di Ottone II. Nelle prime due carte il figlio appare nell'intitulatio come coimperator Augustus, il che poneva entrambi, quantomeno a livello di rango, sullo stesso piano; ma pure questa parità formale fu abbandonata nelle carte seguenti.

### L'imperatore Ottone II

#### Assunzione del potere
Quando Ottone il Grande morì il 7 maggio 973, il disegno per una sicura successione era stato preparato da tempo. Ottone II era re da dodici anni e imperatore da più di cinque. A differenza di suo padre, non aveva nemmeno un fratello che potesse contestare il suo dominio. La mattina dell'8 maggio, i grandi del regno presenti gli resero omaggio. Vitichindo compara questa "elezione a capo" con l'ascesa al potere di suo padre ad Aquisgrana nel 936. Come una delle sue prime azioni, Come uno dei suoi primi atti, Ottone confermò i possedimenti e i diritti dell'arcidiocesi di Magdeburgo il 3 e 4 giugno. Durante i primi tre mesi del suo regno, Ottone incontrò gli arcivescovi dell'impero, i duchi e molti vescovi e visitò i luoghi centrali del regno in Sassonia, Franconia e Bassa Lotaringia. Attraverso Werla e Fritzlar procedette verso Worms, dove si riunì il suo primo grande Hoftag. A Worms venne accolto dagli arcivescovi Teodorico I di Treviri, Adalberto di Magdeburgo, Federico I di Salisburgo, dai vescovi Teodorico di Metz, Volfgango di Ratisbona, Abramo di Frisinga e Pellegrino di Passavia. Un mese dopo, un altro Hoftag ebbe luogo ad Aquisgrana nel luogo dell'incoronazione reale e a Magdeburgo Ottone celebrò la festa di San Lorenzo.

#### Rivolta nell'impero
Anche se la transizione di potere di padre in figlio era andata liscia in superficie, la futura distribuzione del potere doveva essere nuovamente decisa. I problemi dagli anni 963 al 972 non erano stati risolti alla morte di suo padre: l'opposizione alla fondazione di vescovadi sulla frontiera orientale sotto Ottone il Grande persisteva nella nobiltà sassone. La definizione di molti dettagli, dalla demarcazione esatta dei confini alla dotazione dei vescovadi, fu lasciata a Ottone II e al suo entourage. Il matrimonio con una principessa bizantina si rivelò in quel momento uno svantaggio, perché non cambiò la vicinanza regia delle influenti famiglie sassoni. È anche possibile che la moglie di Ottone abbia incontrato una maggiore disapprovazione in Sassonia. Tra i suoi consiglieri, solo il vescovo Teodorico di Metz, appartenente alla vecchia generazione, aveva una posizione di rilievo. I suoi altri consiglieri erano per lo più persone che non avevano necessariamente il sostegno di stirpi potenti. Villigiso, che era già stato in Italia con il giovane co-imperatore ed era stato arcicancelliere dal 971, sebbene non provenisse da una stirpe importante, nel 975 fu nominato arcivescovo di Magonza da Ottone; neanche Ildebaldo, che era a capo della cancelleria nel 977 e che nel 979 ricevette anche la diocesi di Worms, apparteneva a stirpi dell'impero di rilievo.
Le incerte condizioni in Italia non erano state chiarite da Ottone I. A Roma i Crescenzi insorsero ed elevarono a papa Bonifacio VII contro il papa Benedetto VI, che era stato eletto nel 972, venendo poco dopo assassinato a Castel Sant'Angelo. A causa del cambiamento dei governanti, il rapporto con i re e i principi stranieri doveva essere ridefinito e per i primi sette anni Ottone fu impegnato a far valere il potere reale contro avversari interni ed esterni. I conflitti dei primi anni portarono a un cambio di titolo, anche perché inizialmente mancava un erede. Il 29 aprile 974 apparve il nuovo titolo di coimperatrix Augusta per l'imperatrice, titolo che era destinato ad assicurare a Teofano il diritto a succedere al marito in caso di vacanza del trono, secondo il modello bizantino: Teofano rivendicava quindi un titolo che nessun'altra imperatrice latina aveva prima o dopo di lei. Durante questo periodo, Ottone realizzò una fondamentale riorganizzazione dei rapporti di proprietà tra le donne della corte imperiale e Teofano ricevette ricchi possedimenti nell'Assia settentrionale e in Turingia, comprese le curtis reali di Eschwege e Mühlhausen; anche la sorella di Ottone, Matilde di Quedlinburg, e sua madre, l'imperatrice Adelaide, ricevettero donazioni, sebbene di consistenza inferiore rispetto a sua moglie.

##### Il conflitto con Enrico il Litigioso

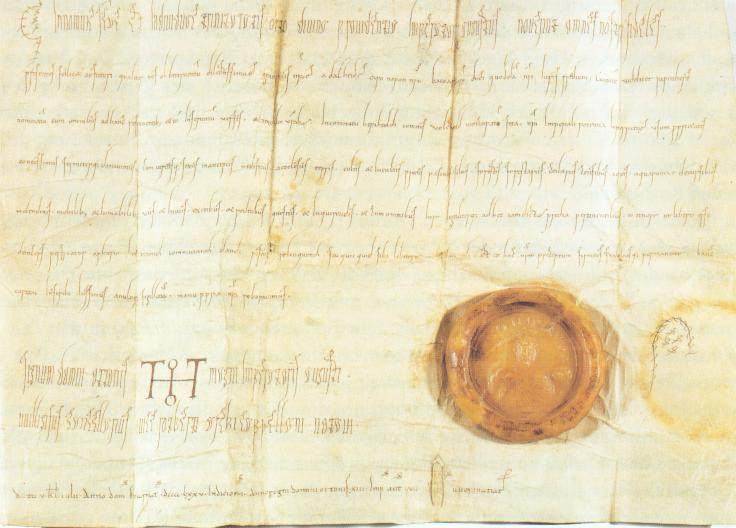
Documento dell'imperatore Ottone II sulla donazione del castello reale di Bamberga, compresi gli elementi connessi, e della città di Stegaurach a Enrico il Litigioso

Per creare un equilibrio con l'altra linea di discendenti del fondatore della dinastia, Enrico I, Ottone II diede a suo cugino, il duca Enrico il Litigioso di Baviera, il castello reale ottoniano di Bamberga e la città di Stegaurach con tutti gli elementi connessi il 27 giugno 973. Tuttavia, Enrico il Litigioso tentò di intensificare la posizione concessagli in Baviera da Ottone I e di estendere la sua influenza alla Svevia. Dopo la morte del vescovo Ulrico di Augusta il 4 luglio 973, l'abate Guarniero/Werner di Fulda, un confidente di Ottone I e un importante consigliere di Ottone II, fu designato come suo successore. Ma Enrico il Litigioso e suo cognato Burcardo III di Svevia, senza consultare Ottone e ingannando il capitolo della cattedrale, promossero l'omonimo cugino di Enrico come nuovo vescovo di Augusta. Ottone II approvò successivamente questa scelta. Il 22 settembre 973 il nuovo vescovo Enrico fu investito a Bothfeld.
Dopo la morte del duca Burcardo III di Svevia l'11 o il 12 novembre 973, la sua vedova Edvige/Hadwig divenne erede del potere ducale. Ma Ottone scavalcò le sue pretese e nominò suo nipote Ottone come successore, il figlio del suo fratellastro maggiore Liudolfo, un avversario del ramo bavarese dei Liudolfingi. Ottone II non si discostò quindi dal principio di far occupare le cariche importanti dell'impero da parenti della casa imperiale.
Durante questo periodo, tuttavia, sembra esserci stata una spaccatura tra Ottone e sua madre Adelaide. Essa aveva accompagnato suo figlio, che era costantemente in movimento, nei vari viaggi nell'impero, dalla sepoltura di Ottone I fino alla Pasqua del 974, e in più di 46 diplomi è nominata come interveniente; dopo di che, però, le testimonianze cessano. Un ultimo incontro poco prima di Pentecoste (31 maggio), probabilmente per raggiungere un accordo amichevole con Adelaide, il duca Enrico il Litigioso e il suo consigliere, il vescovo Abramo di Frisinga, fallì. Adelaide si ritirò quindi dalla corte di Ottone. Tuttavia, poiché non tornò nella sua patria borgognona fino al 978, altri conflitti possono aver contribuito alla discordia con suo figlio.
Enrico il Litigioso interpretava ovviamente l'ascesa di Ottone come duca di Svevia come un attacco al suo status. Lui e il suo consigliere, il vescovo Abramo di Frisinga cospirarono contro l'imperatore con i duchi Mieszko di Polonia e Boleslao II di Boemia. I loro obiettivi non sono tramandati dalle fonti: è probabile che Enrico inizialmente intendesse solo ripristinare il suo honor e la sua posizione accanto ad Adelaide come consigliere più influente. In risposta alla cospirazione, Ottone inviò il vescovo Poppo II di Würzburg e il conte Gebeardo da Enrico il Litigioso e convocò lui e tutti i suoi seguaci a un Hoftag, minacciando la scomunica in caso di non comparizione. Questa aperta minaccia costituisce una chiara differenza dal comportamento abituale al tempo di Ottone I. Enrico obbedì alla richiesta e si sottomise a Ottone anche prima che avesse luogo un conflitto armato. Tuttavia, entrambi furono severamente puniti: il duca fu imprigionato a Ingelheim, il vescovo Abramo di Frisinga nell'abbazia di Corvey.
Nel 976 Enrico tornò in Baviera. Non si sa se fosse stato scarcerato o se fosse fuggito. In ogni caso, egli continuò immediatamente il conflitto contro Ottone, rivendicando presumibilmente il trono. Enrico non solo preparò Ratisbona per un assedio, ma mobilitò anche il suo forte sostegno tra la nobiltà sassone, che includeva il margravio Gunther di Merseburg, Ecberto il Guercio e Dedi della stirpe Wettin. Ottone si spostò allora con un esercito in Baviera, e assediò Ratisbona, dove Enrico si era asserragliato; intanto, i vescovi dell'esercito imperiale scomunicarono il duca. Enrico non poté resistere all'assedio e fuggì presso il duca boemo Boleslao II.
A Ratisbona, nel luglio 976, Ottone prese decisioni di vasta portata sulla riorganizzazione dei ducati della Germania meridionale. La Baviera fu ridotta nei suoi possedimenti di quasi un terzo. Come risultato di questa misura, il ducato di Carinzia fu creato ex novo. Vedendosi private delle contee di Verona e del Friuli, i duchi bavaresi persero anche la loro notevole influenza nell'Italia settentrionale e sulla politica regia italiana. Nominando suo nipote Ottone di Svevia e il Luitpoldingo Enrico III, Ottone promosse anche persone che non erano tra i beneficiari di suo padre o addirittura quei parenti che avevano addirittura combattuto contro di lui.
Una prima spedizione in Boemia fallì, ma Ottone riuscì con una successiva spedizione a costringere Boleslao alla sottomissione nell'agosto 977. Nel frattempo, Enrico il Litigioso aveva occupato Passavia con il sostegno della Boemia e del suo parente Luitpoldingo Enrico III, che era appena stato elevato all'ufficio ducale carinziano; anche il vescovo Enrico I di Augusta si unì alla rivolta. Ottone quindi si trasferì dalla Boemia a Passavia e, dopo un lungo assedio, riuscì a costringere i suoi avversari alla sottomissione. Agli insorti fu ordinato di presentarsi a Quedlinburg all'Osterhoftag (Hoftag di Pasqua) del 31 marzo del 978. Boleslao fu trattato con onore, giurò fedeltà e ricevette dei doni da parte di Ottone. Il vescovo Enrico fu invece relegato all'abbazia di Werden e rilasciato dopo quattro mesi. Enrico il Litigioso fu invece relegato presso il vescovo Folcmaro a Utrecht, e non venne rilasciato fino alla morte del sovrano.
Mentre il padre di Ottone aveva ripetutamente graziato il fratello ribelle Enrico, Ottone II perseguì invece una politica diversa. Intervenne massicciamente nella struttura del regnum bavarese e si adoperò per una subordinazione gerarchica del duca all'autorità imperiale. Il figlio del Litigioso, che in seguito divenne l'imperatore Enrico II, fu collocato presso la scuola della cattedrale di Hildesheim per essere formato a una carriera clericale: apparentemente Ottone intendeva porre fine al dominio secolare del ramo dei Liudolfingi bavaresi. In Baviera, Ottone doveva ristrutturare il potere locale. Ottone di Svevia ebbe il ducato della ormai menomata Baviera. Il nuovo ducato di Carinzia fu dato al nipote della stirpe salica Ottone di Worms: in Baviera e Carinzia c'erano ora duchi che non avevano una propria base di potere propria nei loro territori da loro affidati. La riorganizzazione di Ottone nel Sud-est includeva anche la fondazione della diocesi di Praga nel 976, che era già stato perseguito da suo padre dal 973, e che fu incorporata nella provincia ecclesiastica del suo consigliere Villigiso di Magonza, e il sovrano nominò il monaco Corvey Dietmar come primo vescovo. Con questo provvedimento ritirò la Boemia dalla sfera di influenza ecclesiastica di Ratisbona e quindi dalla presa del duca di Baviera. La Baviera, tuttavia, rimase una zona lontana dall'influenza reale anche sotto Ottone: infatti questo visitò la Baviera solo tre volte, in tutti i casi queste visite furono fatte per esigenze belliche.

##### Combattimenti con il re danese Aroldo I
Il re danese Aroldo I dovette riconoscere la sovranità di Ottone il Grande e si convertì al cristianesimo. Aroldo aveva adempiuto a tutti i suoi obblighi nei confronti del padre di Ottone e gli aveva pagato un tributo, ma nel frattempo aveva esteso il suo dominio sulla Norvegia. Data la sua anzianità e il suo maggiore potere, non era disposto a servire il giovane sovrano come un tempo aveva fatto con suo padre; forse, quindi, voleva scrollarsi di dosso la sua dipendenza dall'impero. Nell'estate del 974 invase la Nordalbingia. Supportato dalle truppe norvegesi sotto Jarl Hakon, avanzò a sud oltre il muro protettivo danese, il Danewerk. Il primo contrattacco di Ottone fallì davanti al Danewerk, che fu tenacemente difeso da Jarl Hakon e dai norvegesi. Fu solo in autunno, quando i norvegesi navigarono nella loro patria verso nord, che la situazione cambiò. Un prestigioso atto simbolico pose fine ai combattimenti: l'imperatore ottenne l'accesso al regno di Aroldo in qualsiasi momento attraverso una porta fortificata nel muro di difesa danese. Tuttavia, non c'è traccia di Aroldo in nessuno degli Hoftag di Ottone. I castelli costruiti nel 974 furono nuovamente distrutti dopo la pesante sconfitta di Ottone nell'Italia meridionale.

##### Conflitto nell'Ovest dell'impero
Anche prima dei conflitti nel Sud dell'impero, c'erano state dispute nell'Ovest. I fratelli Reginardo IV e Lamberto della stirpe ducale di Lotaringia dei Reginardi intraprese la lotta per la loro eredità paterna nel 973. Il loro padre Reginardo III aveva perso tutti i beni nel 958 dopo un oltraggio al re ed era stato condannato all'esilio a vita presso il duca di Boemia. Ottone II aveva concesso o riconfermato cariche e feudi nel 973 in occasione dell'omaggio dei grandi di Lotaringia. Apparentemente Ottone si attenne alla decisione del padre, deludendo così i due figli che avevano sperato in un nuovo inizio conciliante con il neo-sovrano. Reginardo e Lamberto tornarono nell'autunno del 973 per recuperare con la forza la loro eredità, fallendo. Nel 976 ripeterono il tentativo, questa volta appoggiati dal re dei Franchi Occidentali Lotario IV. Per calmare la situazione in Lotaringia, Reginardo e Lamberto riuscirono ad avere la restituzione dei loro vecchi beni di famiglia in un Hoftag a Thionville a metà maggio 977. Inoltre, il carolingio Carlo fu infeudato del ducato della Bassa Lotaringia e il cancelliere Egberto fu nominato arcivescovo di Treviri.
Quando Ottone e sua moglie erano ad Aquisgrana nel giugno 978, Lotario IV invase improvvisamente la Bassa Lotaringia. Il motivo potrebbe essere stato la nomina di suo fratello Carlo a duca di Lotaringia, poiché Lotario era in un conflitto durissimo con lui. Sembra che Ottone sia stato così sorpreso che si convinse dell'invasione solo quando vide con i propri occhi, mentre era a cavallo, dell'avvicinarsi dell'esercito dei Franchi Occidentali. La coppia imperiale riuscì a salvarsi fuggendo a Colonia. Ma Lotario non si assicurò posizioni di potere in Lotaringia né tentò di prenderne il dominio e lasciò la regione solo dopo una dimostrazione simbolica: i suoi guerrieri girarono un'aquila montata nel palazzo di Carlo Magno, rivolta verso il regno dei Franchi Orientali, nella direzione opposta, verso il proprio regno. All'assemblea imperiale di Dortmund a metà luglio, Ottone preparò una campagna contro i Franchi Occidentali e l'impresa partì nell'autunno dello stesso anno. Ottone mobilitò un esercito e invase il regno dei Franchi Occidentali, devastando Attigny, Soissons e Compiègne, mentre dovette interrompere l'assedio di Parigi a causa dell'arrivo dell'inverno. L'imperatore si accontentò, in quest'ultimo assedio, di lasciare che l'esercito si schierasse per una celebrazione della vittoria a Montmartre e cantando il Kyrie eleison. Con la campagna di Parigi, Ottone restaurò il suo honor. Nel 980 ebbero luogo i negoziati per una riconciliazione. Entrambi i governanti si incontrarono a Margut e ristabilirono la pace attraverso un'alleanza di amicizia (amicitia). Ottone si trasferì da lì ad Aquisgrana, dove tenne una corte la Pentecoste. Da Aquisgrana si rivolse a Nimega. Durante il viaggio, l'imperatrice diede alla luce l'erede al trono Ottone III nella foresta reale di Kessel vicino a Kleve alla fine di giugno o all'inizio di luglio - dopo le sue tre figlie Adelaide, Sofia e Matilde. Ottone tornò poi in Sassonia, dove lasciò in eredità una grande dotazione a Memleben.

#### Italienpolitik

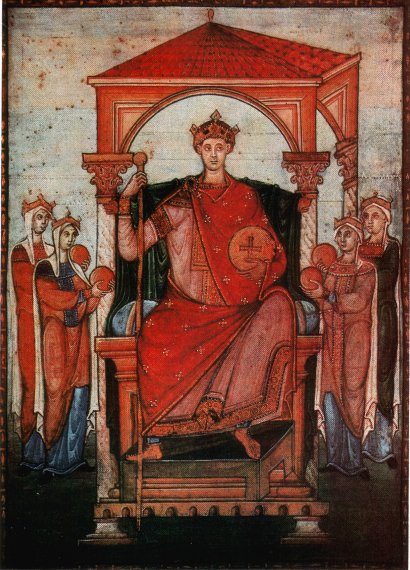
Maestro del Registrum Gregorii: imperatore Ottone II, foglio singolo da Registrum Gregorii, Treviri, dopo il 983. Chantilly, Musée Condé, Ms. 14 bis. L'imperatore è in trono sotto un baldacchino sostenuto da colonne. Ottone riceve l'omaggio dalle province di Germania, Francia, Italia e Alamannia, simboleggiate da figure femminili. L'immagine documenta la pretesa dell'imperatore di governare l'Occidente.

Dopo che Ottone II ebbe consolidato il suo dominio a nord delle Alpi, e dopo la nascita dell'erede al trono, l'Italia divenne il centro dell'attenzione. Nel 979, la posizione di papa Benedetto VII fu minacciata ed egli dovette ritirarsi da Roma e a chiedere aiuto all'imperatore. Ottone II si recò in Italia con Teofano e suo figlio Ottone, ma senza un grande esercito. L'arcivescovo di Magonza, Villigiso, fu nominato vice di Ottone in sua assenza. A Bruchsal, in Franconia, nell'ottobre 980, furono presi gli accordi finali per i territori a nord delle Alpi e furono ricevute le prime delegazioni italiche. L'imperatore si trasferì quindi in Italia con il suo seguito, passando per Coira e Chiavenna. Ottone è attestato per la prima volta sul suolo italiano a Pavia il 5 dicembre 980 e fu lì che l'imperatore si riconciliò con sua madre Adelaide. In questo periodo, l'arcivescovo Adalberone di Reims si recò presso il sovrano, così come Gerberto di Aurillac, uno dei più famosi studiosi del suo tempo. Tutta la corte andò quindi a Pavia per festeggiare il Natale. A Ravenna l'imperatore aprì una disputa erudita sulla classificazione delle scienze tra Gerberto e l'ex capo della scuola cattedrale di Magdeburgo, Ohtrich, che in quel periodo prestava servizio nella cappella di corte. Ohtrich probabilmente non era scientificamente all'altezza di Gerberto e per risparmiare al suo cappellano l'onta della sconfitta, l'imperatore pose fine prematuramente alla disputa. Ottone arrivò a Roma verso l'inizio della Quaresima (9 febbraio 981) e qui, senza difficoltà, riuscì a riportare papa Benedetto VII a Roma, mentre l'antipapa fuggì a Bisanzio. Un splendido Hoftag si tenne a Roma nella Pasqua del 981, alla quale entrambe le imperatrici e la sorella di Ottone, Matilde, nonché il re Corrado di Borgogna e sua moglie Matilde, nonché il duca Ugo Capeto di Francia, il duca Ottone di Svevia, così come alti dignitari secolari ed ecclesiastici provenienti da Germania, Italia e Francia. Nella calura estiva, Ottone si ritirò con la sua corte prima al margine meridionale dell'Appennino, poi in agosto negli Abruzzi centrali alla fortezza montana di Rocca de Cedici sulla strada da Celano alla non ancora sorta L'Aquila.
Nella sua politica imperiale e italiana, Ottone andò oltre i sentieri percorsi da suo padre. Secondo gli annali di San Gallo, era insoddisfatto di ciò che suo padre aveva realizzato (Otto imperator non contentus finibus patris sui). L'influenza di Teofano sulla politica di Ottone nell'Italia meridionale è oggetto di disputa accademica. La sua idea imperiale non era basata solo sul dominio dentro e su Roma o sulla cooperazione con il papato, ma mirava al dominio illimitato su tutta l'Italia. Secondo lo studio di Dirk Alvermann, il segno più evidente di un'intensificazione del dominio nei domini longobardi del Sud è l'accresciuta importanza di Salerno: attraverso la città, infatti, il dominio ottoniano aveva due accessi diretti alla Calabria tramite il Vallo di Diano e la Via Popilia. L'imperatore visitò Salerno frequentemente e in occasioni importanti. Si sforzò anche di legare la regione al suo dominio in termini di politica ecclesiastica. Salerno fu inoltre il punto di partenza e di arrivo della sua campagna militare in Puglia. Egli sostenne la sua pretesa di governare l'Italia meridionale adottando il nuovo titolo di "Romanorum Imperator Augustus". Ottone si adoperò per la completa sottomissione dell'Italia meridionale sotto il suo dominio imperiale, ma questo significava necessariamente guerra con Bisanzio e i Saraceni, che rivendicavano l'Italia meridionale come parte della loro sfera di potere o del loro dominio. A Bisanzio, tuttavia, la situazione politica era in crisi a seguito della morte dell'imperatore Giovanni I Zimisce nel 976. La sua famiglia, alla quale apparteneva la moglie di Ottone, Teofano, fu perseguitata dai nuovi governanti. Invece i Saraceni non avevano crisi in corso a indebolirli e avanzarono sempre di più in Calabria a partire dal 976.
Nell'estate del 981 morì Adalberto, primo arcivescovo di Magdeburgo. Dall'Italia, Ottone e il vescovo di Merseburg Giselher, uno dei suoi più importanti consiglieri, divennero suoi successori in cambio dell'abolizione della diocesi che fino a ora aveva retto di Merseburg. I suoi possedimenti furono in parte trasferiti a Halberstadt e in parte utilizzati per rafforzare le diocesi di Zeitz e Meißen. Poiché il passaggio da un vescovado all'altro era proibito dal diritto canonico, un sinodo romano del 10 novembre 981 creò le condizioni per una traslazione delle reliquie.
In conflitto con gli ufficiali bizantini nell'Italia meridionale, il principe longobardo (princeps) Pandolfo Testadiferro aveva costruito al tempo di Ottone I una sfera di potere che comprendeva il Principato di Capua, il ducato di Benevento, il ducato di Spoleto e il margraviato di Camerino. Pandolfo aveva reso omaggio a Ottone I, ma era morto nella primavera del 981 e con lui l'imperatore aveva perso uno dei pilastri più importanti del suo dominio nell'Italia centrale. La disintegrazione dell'intero blocco di potere era imminente, perché Bisanzio non aveva rinunciato alle sue pretese di supremazia sui principati lombardi. Dopo la morte di Pandolfo, Ottone II tentò di sottomettere i principati lombardi al suo dominio, sia politicamente sia ecclesiasticamente. Durante numerosi soggiorni amministrò la giustizia e intervenne massicciamente nella struttura signorile locale.
Furono riorganizzati anche i rapporti con Venezia. Il doge Pietro IV Candiano, che governava dal 959, si appoggiò a Ottone I, che a sua volta lo aveva indotto a rendergli tributo in cambio dell'accesso ai beni ecclesiastici della sua zona. Ma dopo l'assassinio di Pietro nell'agosto del 976, Venezia fu governata da diversi gruppi di potere. Quando la dinastia dei Coloprini, ancora fedele a Ottone II, entrò in conflitto con i filobizantini Morosini e Orseolo, si rivolsero a Ottone. Nonostante i quasi 170 anni di accordo amichevole, Ottone impose diversi blocchi commerciali contro la repubblica insulare. Mentre il primo blocco ordinato nel gennaio o febbraio 981 - cioè subito dopo il suo arrivo in Italia - non ebbe quasi alcun effetto (cfr. Storia economica della Repubblica di Venezia), la seconda, imposta nel luglio 983, inflisse a Venezia notevoli danni e divise le famiglie dirigenti della repubblica. La sottomissione di Venezia all'impero non sembrava più impossibile, ma fu impedita dalla prematura morte di Ottone II.

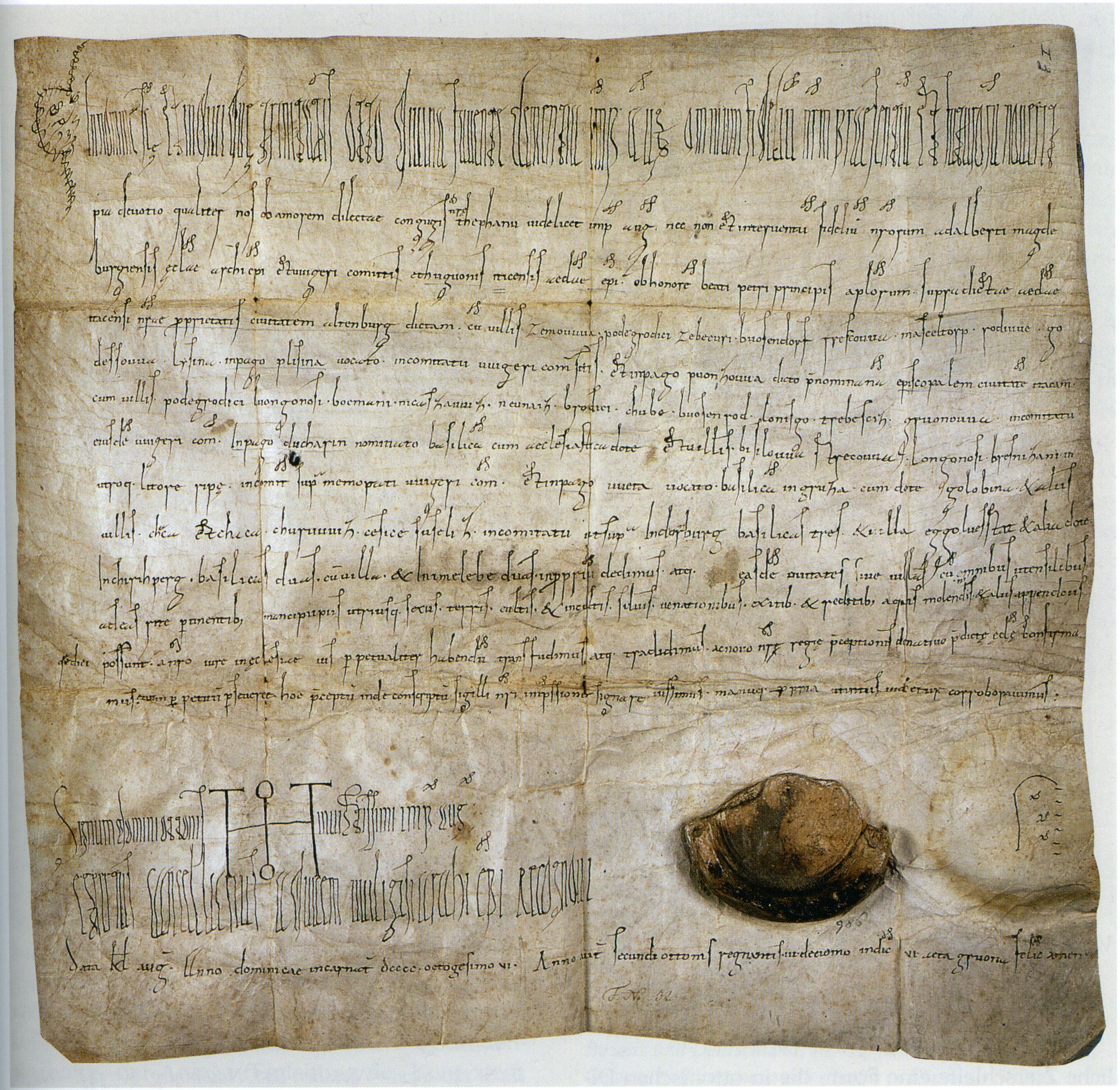
Diploma di Ottone II per la diocesi di Zeitz, 1 agosto 976 (?). Naumburg, Domstiftsarchiv, n. 1.

#### Politica abbaziale
Il monachesimo e monasteri occuparono una posizione importante nel regno di Ottone. Dovevano servire come fattori di stabilità e di sostegno della struttura imperiale. Per adempiere a questi compiti, Ottone rafforzò la loro integrità giuridica e l'indipendenza economica nei confronti della nobiltà e dell'episcopato. Sotto lui e sua moglie, il palazzo regio di Memleben vide l'istituzione di un'abbazia benedettina, la quale era riccamente dotato di proprietà terriere, chiese e diritti alla decima. Queste misure e le dimensioni insolite dell'edificio indicano forse che Memleben, tra l'altro luogo di morte del padre Ottone I e del nonno Enrico I, era destinato a essere una chiesa di sepoltura per la coppia imperiale.
Dopo che le insurrezioni di Enrico il Litigioso furono represse, i monasteri furono usati come luogo di detenzione per alti traditori. Mentre suo padre fondò un solo monastero nei 37 anni di governo, cioè l'abbazia di San Maurizio di Magdeburgo, Ottone II può rivendicare il ruolo di fondatore o cofondatore di almeno quattro monasteri: la già citata Memleben, Tegernsee, Bergen bei Neuburg/Donau e Arneburg. Il coinvolgimento attivo del monachesimo nella politica imperiale fu quasi una costante fondamentale nel rapporto di Ottone II con i monasteri, ai cui rappresentanti affidò funzioni politiche centrali.
Ottone contava tra i suoi consiglieri politici importanti monaci: Eccardo I di San Gallo, Maiolo di Cluny, Giovanni Filagato (futuro precettore di Ottone III e antipapa) e Gregorio di Cassano. L'abbazia di San Gallo ebbe costanti attenzioni da parte di Ottone. Già nei suoi primi anni di regno, Ottone intendeva diventare un fratello dei monaci (societas et fraternitas) per la preoccupazione della salvezza sua e di sua moglie. Con il diploma del 19 gennaio 976 Ottone trovò l'ammissione alla confraternita di preghiera del monastero di San Bavone e così Ottone era entrato contemporaneamente in una fratellanza di preghiera con il convento monastico. Nel 977 anche il vicino monastero di Blandigni entrò in una confraternita di preghiera con lui.
Più spesso dei suoi due predecessori, decise le nomine degli abati. In Italia, Ottone nominò tre stretti confidenti come abati nel 982: alla fine dell'estate del 982, Gerberto di Aurillac divenne abate dell'abbazia di Bobbio, mentre nello stesso anno l'arcicancelliere imperiale per l'Italia, Giovanni Filagato, fu nominato abate presso l'abbazia di Nonantola, mentre venne nominato abate dell'abbazia di Farfa, forse alla fine del 982, Adamo di Casa aurea.

#### Sconfitta nel Sud Italia
Gli attacchi dei Saraceni sotto la guida dell'emiro Abu al-Qasim sulla terraferma dell'Italia meridionale fornirono l'occasione per un'impresa militare nell'Italia meridionale. Con la morte di Pandolfo Testadiferro, il pericolo che rappresentavano aumentò. La campagna nell'Italia meridionale venne preparata con cura. Grandi spirituali e laici provenienti da Lotaringia, Franconia, Svevia e Baviera richiamarono un totale di 2 100 cavalieri pesanti. Circa 80% del contingente fu fornito da istituzioni religiose.
La campagna iniziò il giorno di San Maurizio (22 settembre). Ottone riuscì inizialmente a prendere Salerno, dove celebrò il Natale. Come segno della sua posizione egemonica e della legittimità della sua avanzata in territorio bizantino, assunse il titolo di imperatore dei Romani, Romanorum imperator augustus, durante l'assedio di Taranto nel marzo 982. Questo titolo imperiale sarebbe diventato comune per tutti gli imperatori occidentali dopo l'incoronazione di Ottone III come imperatore. L'imperatore celebrò quindi la Pasqua a Taranto. A Rossano lasciò la moglie e la corte, poiché lo scontro con le truppe dell'emiro Abu al-Qasim era ormai imminente.
Il 15 luglio 982 ebbe luogo la battaglia di Capo Colonna. La battaglia è localizzata a Columna, a nord di Reggio Calabria, ma il luogo della battaglia è controverso. All'inizio l'esercito ottoniano sembrò vincere e l'emiro venne ucciso. Quando le linee di battaglia si sciolsero e iniziò il saccheggio dei caduti, però, intervennero le riserve saracene che distrussero quasi completamente le truppe imperiali. I memoriali di diverse istituzioni religiose ci forniscono lunghe serie di nomi dei caduti. Secondo lo storico Ibn al-Athir, i caduti tra le forze imperiali furono circa 4 000, tra i quali Landolfo IV di Benevento, Enrico I di Augusta, Günther, margravio di Merseburg e numerosi altri conti germanici, come Burcardo IV di Hassegau. L'imperatore stesso rischiò la vita e poté salvarsi solo fuggendo su una nave bizantina, scampando poi per un pelo al tentativo dell'equipaggio della nave di prenderlo in ostaggio, in quanto Ottone riuscì a saltare dalla nave prima di Rossano, nuotando e raggiungendo la riva sicura. Con solo l'aiuto di un ebreo di Magonza della famiglia Kalonymos, che gli diede un cavallo, riuscì a fuggire.
Il risultato della battaglia era già considerato una catastrofe dai contemporanei; nessuno dei predecessori di Ottone aveva mai subito una tale sconfitta e aveva dovuto fuggire così ignominiosamente. L'attività documentaria dell'imperatore fu praticamente sospesa per sei mesi e poco si sa delle sue azioni durante questo periodo. Tuttavia, i Saraceni non sfruttarono il loro successo per avanzare ulteriormente, ritirandosi in Sicilia. Dopo la sconfitta, Ottone ricevette la notizia della morte del duca Ottone di Svevia e dell'abate di Fulda Werinher, che probabilmente non morì in relazione alla battaglia di Capo Colonna. Si ritirò a Roma passando per Capaccio, Salerno e Capua, dove rimase per diversi mesi e celebrò anche il Natale e la Pasqua.

### Crisi dell'impero

#### Successione al trono

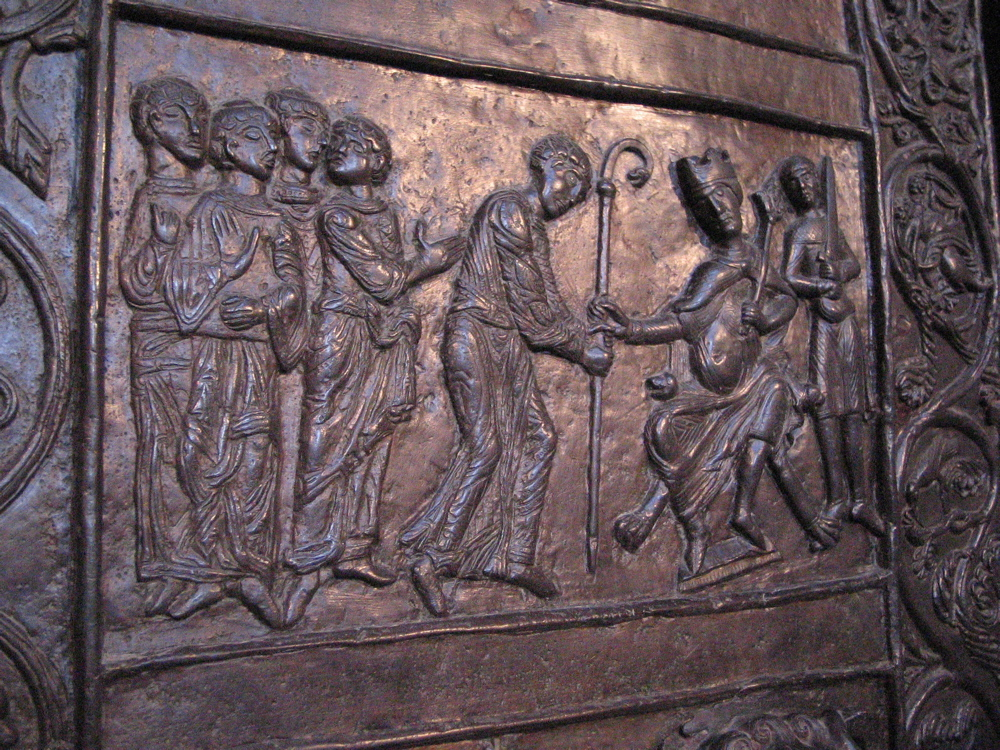
L'imperatore Ottone II insediò Adalberto di Praga nel suo ufficio vescovile consegnandogli il pastorale vescovile. Raffigurazione sulla porta della cattedrale di Gniezno, XII secolo.

Dopo aver ricevuto la cattiva notizia, i grandi rimasti nell'impero chiesero un incontro con l'imperatore. Nella Pentecoste del 983 fu convocato a Verona un grande Hoftag. Lì furono riassegnati i ducati di Baviera e di Svevia. Quasi tutte le decisioni prese a Verona portarono all'opposizione dei principi un guadagno di potere: la prova più evidente di questa tendenza fu l'elevazione del Luitpoldingio Enrico III il Giovane, il ribelle che era stato precedentemente in esilio dal 977, a duca di Baviera. Il ducato di Svevia fu invece affidato a Corrado dalla stirpe dei Corradinidi; inoltre il ceco Vojtěch, battezzato Adalberto, fu nominato vescovo di Praga e gli fu conferito il pastorale dall'imperatore. Inoltre, il 7 giugno furono siglati degli accordi con Venezia e il blocco navale e la guerra commerciale furono sospesi. La decisione più importante dei grandi d'Italia e di Germania, però, fu l'elevazione a re del bambino di tre anni Ottone III. Il motivo per cui la successione del figlio minore del re fu assicurata in questo particolare momento non è menzionato nelle fonti. Ottone III fu l'unico re romano-tedesco eletto a sud delle Alpi. È possibile che le condizioni dell'Italia meridionale dopo la sconfitta abbiano suggerito una decisione rapida. Con i partecipanti in partenza dell'Hoftag, il bambino fu condotto oltre le Alpi per ricevere la consacrazione reale nel tradizionale luogo dell'incoronazione dei Liudolfingi, ad Aquisgrana.

#### Rivolta slava
Nel 983 le tribù slave a est dell'Elba si ribellarono. Se la sconfitta dell'esercito imperiale in Italia abbia giocato un ruolo in questa insurrezione non può essere dimostrato con certezza. Il principe obodrita Mistui distrusse la diocesi di Oldenburg e la città di Amburgo. Il 29 giugno Havelberg fu attaccata, seguita tre giorni dopo da Brandeburgo. Entrambe le sedi episcopali con le loro chiese furono distrutte. Tietmaro di Merseburgo cita il comportamento arrogante del margravio Teodorico come motivo della rivolta degli slavi; egli inoltre stabilisce anche un collegamento diretto e divino tra l'abolizione della diocesi di Merseburg e l'insurrezione slava.
Un esercito sassone guidato dall'arcivescovo Giselher di Magdeburgo e dal vescovo Hildeward di Halberstadt riuscì nella battaglia sul Tanger a respingere l'avanzata su Magdeburgo e a costringere gli Slavi a ritirarsi attraverso l'Elba. Le conseguenze della rivolta slava furono gravi: per secoli alcuni vescovi vissero altrove lontane dalle loro diocesi e solo nel XII secolo le diocesi furono restaurate. Dopo l'abolizione della diocesi di Merseburgo, l'arcidiocesi di Magdeburgo aveva perso il suo secondo e terzo vescovado suffraganeo ed era diventata essa stessa una diocesi su un vulnerabile confine orientale. I successi della politica missionaria cristiana furono vanificati e si perse il controllo politico delle aree a est dell'Elba. L'opera missionaria e regolatrice di Ottone I fu distrutta in brevissimo tempo. L'area degli Slavi, a parte l'area soraba, rimase chiusa alla cristianizzazione per un secolo.

#### Morte prematura

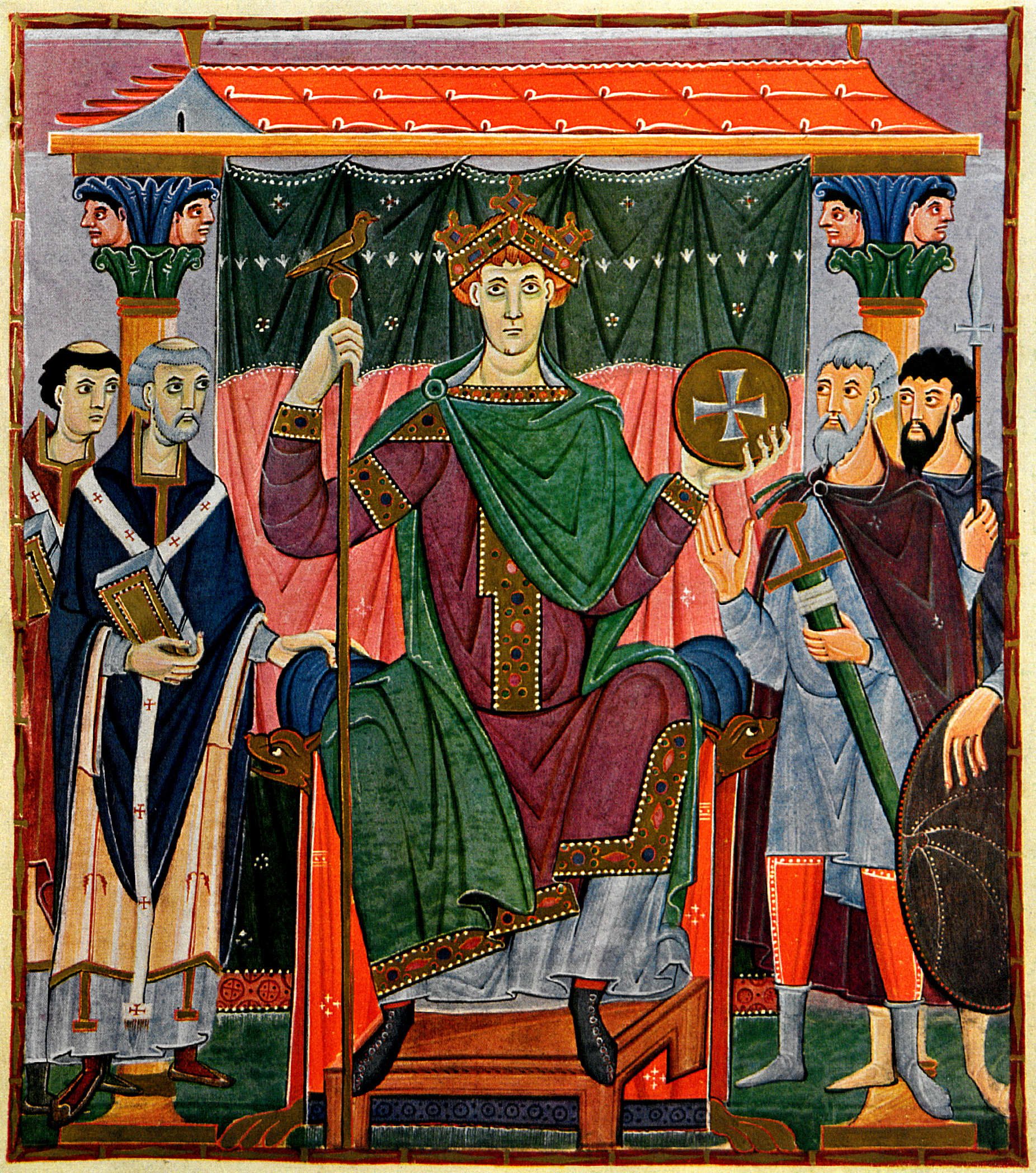
Ottone III, successore dell'imperatore Ottone II. Miniatura dell'evangelario di Ottone III, (Bayerische Staatsbibliothek, Clm 4453, fol. 24r).

Nessun diploma degli ultimi tre mesi e mezzo di vita di Ottone II ci è pervenuto. A settembre si recò a Roma per elevare un successore a papa Benedetto VII, morto a luglio. Con l'elevazione del suo cancelliere, il vescovo Pietro di Pavia, divenne papa una personalità che non proveniva dall'ambiente della Chiesa romana.
Un'infezione di malaria impedì la ripresa delle attività militari nell'Italia meridionale e portò alla morte dell'imperatore. Morì improvvisamente all'età di 28 anni il 7 dicembre 983, presumibilmente dopo che i medici avevano combattuto una malattia diarroica con alte dosi di aloe. La natura sorprendente della morte è sottolineata da Alperto di Metz, scrivendo nel 1017.
Ottone ebbe solo il tempo di dividere i propri soldi: egli donò parte dei suoi fondi alle chiese, ai poveri, a sua madre, a sua sorella Matilde, nonché ai suoi servi e nobili seguaci. Non sono noti preparativi o piani a lungo termine per il funerale. Ottone fu sepolto dai fedeli nel vestibolo della basilica di San Pietro. A differenza dei suoi predecessori e successori, trovò la sua ultima dimora in un paese straniero e non in un luogo a cui aveva donato o riccamente dotato per assicurare liturgicamente la sua memoria. La sua tomba fu, però, presto dimenticata. Nel 1609, durante la monumentale ricostruzione della basilica di San Pietro iniziata il 18 aprile 1506, le ossa di Ottone II furono rimosse dal vecchio sarcofago e poste in una semplice bara di marmo sigillata con stucco. Solo dopo il completamento della navata di Carlo Maderno nel 1614, la bara di marmo di Ottone poté essere inumata nelle grotte vaticane vicino alla tomba del suo parente, papa Gregorio V, il 23 aprile 1618.
Il figlio di tre anni, Ottone III, fu consacrato re tre settimane dopo la morte di suo padre, il giorno di Natale del 983 ad Aquisgrana. Mentre veniva eseguita la consacrazione, arrivò la notizia della morte di suo padre. A causa dei problemi irrisolti nell'Italia meridionale e della drammatica situazione al confine orientale dell'impero causata dalla rivolta slava, la situazione politica era estremamente instabile e avrebbe richiesto un sovrano energico. Ciò fece sì che numerosi rifuggissero dal governo prolungato di un bambino minorenne. Nel frattempo, le imperatrici Teofano e Adelaide, nonché la zia di Ottone III, Matilde, rimasero in Italia per sei mesi e tornarono solo quando divenne evidente una soluzione nella successione.
Dopo la morte di Ottone II, Enrico il Litigioso fu liberato dalla custodia dal vescovo Folcmaro di Utrecht e, in conformità con la legge sulla parentela (ius propinquitatis), si fece consegnare il figlio di tre anni dall'arcivescovo Guerino/Warin di Colonia, al quale era stata affidata l'educazione di Ottone III. Le attività di Enrico in questo caso erano volte non tanto a esercitare la tutela sul bambino quanto a condividere la regalità - se al posto di Ottone III o attraverso una sorta di co-regalità è incerto. Ma Enrico non fu in grado di ottenere un sostegno sufficiente per i suoi piani nei negoziati con i grandi sassoni e franchi e il 29 giugno 984 a Rohr, in Turingia, consegnò il bambino reale a sua madre. Egli rinunciò così, in maniera dimostrativa, a ogni pretesa alla successione reale.
Durante il regno, Teofano divenne la più importante delle dominae imperiales. Successivamente, ella trasferì il suo regno in Italia. Il 7 dicembre 989, anniversario della morte di suo marito, rimase sulla sua tomba e si prese cura della sua memoria. Dopo la morte di Teofano nel 991, Adelaide assunse la reggenza per il nipote Ottone III. La reggenza delle imperatrici fu risparmiata da grandi conflitti ed esse adempirono al loro compito più importante come reggenti, il mantenimento della pace.

## Famiglia e figli
Il suo matrimonio, celebrato il 14 aprile del 972, con la principessa bizantina Teofano (nipote del sovrano dell'impero romano d'Oriente) consentì alla corte germanica di assimilare parte della cultura greco-bizantina. Dal matrimonio nacquero quattro (cinque) figli:
- Adelaide (977 - 1044) che divenne badessa di Quedlinburg e di Gernrode e Gandersheim;
- Sofia (978 - 1039) che divenne badessa di Gandersheim ed Essen;
- Matilde (979 - 1024) sposò Azzo, conte palatino di Lotaringia;
- Ottone III (980 - 1002) il successore al trono;
- Una figlia, gemella di Ottone, che morì alla nascita.

Gli si attribuisce inoltre una parentela attraverso uno dei suoi figli, probabilmente fittizia, con Beroldo di Sassonia, presunto padre di Umberto I Biancamano e leggendario capostipite della dinastia dei Savoia. Tuttavia questa parentela e la sua stessa esistenza è dubbia.

## Ascendenza
|                        |                       |                         | Genitori                |  |  | Nonni |  |  | Bisnonni            |  |  | Trisnonni            |  |
|                        |                       |                         |                         |  |  |       |  |  | Ottone I l'Illustre |  |  | Liudolfo di Sassonia |  |
|                        |                       |                         |                         |  |  |       |  |  | Ottone I l'Illustre |  |  | Liudolfo di Sassonia |  |
|                        |                       | Oda Billung             |                         |  |  |       |  |  | Ottone I l'Illustre |  |  |                      |  |
| Enrico l'Uccellatore   |                       |                         |                         |  |  |       |  |  | Ottone I l'Illustre |  |  |                      |  |
|                        |                       | Edvige di Babenberg     | Enrico di Franconia     |  |  |       |  |  |                     |  |  |                      |  |
|                        |                       | Edvige di Babenberg     | Enrico di Franconia     |  |  |       |  |  |                     |  |  |                      |  |
|                        |                       | Edvige di Babenberg     | Ingeltrude              |  |  |       |  |  |                     |  |  |                      |  |
| Ottone I di Sassonia   |                       | Edvige di Babenberg     |                         |  |  |       |  |  |                     |  |  |                      |  |
|                        |                       | Teodorico di Ringelheim | Reginhart di Ringelheim |  |  |       |  |  |                     |  |  |                      |  |
|                        |                       | Teodorico di Ringelheim | Reginhart di Ringelheim |  |  |       |  |  |                     |  |  |                      |  |
|                        |                       | Teodorico di Ringelheim | Matilda                 |  |  |       |  |  |                     |  |  |                      |  |
| Matilde di Ringelheim  |                       | Teodorico di Ringelheim |                         |  |  |       |  |  |                     |  |  |                      |  |
|                        |                       | Reinilde di Godefrid    | -                       |  |  |       |  |  |                     |  |  |                      |  |
|                        |                       | Reinilde di Godefrid    | -                       |  |  |       |  |  |                     |  |  |                      |  |
|                        |                       | Reinilde di Godefrid    | -                       |  |  |       |  |  |                     |  |  |                      |  |
| Ottone II di Sassonia  |                       | Reinilde di Godefrid    |                         |  |  |       |  |  |                     |  |  |                      |  |
|                        | Rodolfo I di Borgogna | Corrado II di Borgogna  |                         |  |  |       |  |  |                     |  |  |                      |  |
|                        | Rodolfo I di Borgogna | Corrado II di Borgogna  |                         |  |  |       |  |  |                     |  |  |                      |  |
|                        | Rodolfo I di Borgogna | Waldrada                |                         |  |  |       |  |  |                     |  |  |                      |  |
| Rodolfo II di Borgogna | Rodolfo I di Borgogna |                         |                         |  |  |       |  |  |                     |  |  |                      |  |
|                        |                       | Willa di Provenza       | Bosone I di Provenza    |  |  |       |  |  |                     |  |  |                      |  |
|                        |                       | Willa di Provenza       | Bosone I di Provenza    |  |  |       |  |  |                     |  |  |                      |  |
|                        |                       | Willa di Provenza       | -                       |  |  |       |  |  |                     |  |  |                      |  |
| Adelaide di Borgogna   |                       | Willa di Provenza       |                         |  |  |       |  |  |                     |  |  |                      |  |
|                        |                       | Burcardo II di Svevia   | Burcardo I di Svevia    |  |  |       |  |  |                     |  |  |                      |  |
|                        |                       | Burcardo II di Svevia   | Burcardo I di Svevia    |  |  |       |  |  |                     |  |  |                      |  |
|                        |                       | Burcardo II di Svevia   | Liutgarda di Sassonia   |  |  |       |  |  |                     |  |  |                      |  |
| Berta di Svevia        |                       | Burcardo II di Svevia   |                         |  |  |       |  |  |                     |  |  |                      |  |
|                        |                       | Regelinda               | Eberardo I              |  |  |       |  |  |                     |  |  |                      |  |
|                        |                       | Regelinda               | Eberardo I              |  |  |       |  |  |                     |  |  |                      |  |
|                        |                       | Regelinda               | -                       |  |  |       |  |  |                     |  |  |                      |  |
|                        |                       | Regelinda               |                         |  |  |       |  |  |                     |  |  |                      |  |

## Conseguenze

### Ottone II nel giudizio degli Ottoniani e dei Salici
I fallimenti concreti, come la sconfitta di Ottone contro i Saraceni, la grande rivolta slava e l'abolizione della diocesi di Merseburgo, hanno plasmato il giudizio degli storici ottoniani e degli storici moderni. Raramente nel Medioevo segni così chiari seguirono una decisione ecclesiastica, l'abolizione della diocesi di Merseburgo, che, secondo le idee dell'epoca, poteva essere interpretata come un'espressione dell'ira di Dio.
Per il cronista Tietmaro di Merseburgo, che giudicò i sovrani dal loro atteggiamento nei confronti della diocesi di Merseburgo, Ottone II iniziò un periodo di crisi e trasformazione dell'impero, una nova [...] norma. In questa prospettiva, l'abolizione della diocesi di Merseburgo in particolare gettò un'ombra oscura sul regno dell'imperatore. Per Tietmaro, la grande rivolta slava, la sfortunata campagna nell'Italia meridionale con la sconfitta di Crotone e infine la sorprendente e improvvisa morte del sovrano ventottenne sono interpretate come le conseguenze del "peccato" di Ottone II di aver voluto abolire la sua diocesi. Tuttavia, il cronista attribuì la disgrazia che colpì il regno di Ottone alla fine del suo regno non al sovrano ma ai peccati degli uomini (nostris criminibus). In particolare, Tietmaro utilizzò sogni, apparizioni e visioni per argomentare nell'interesse di Merseburgo e per criticare Ottone II.
Bruno di Querfurt criticò l'azione frettolosa e la convinzione che come re doveva imporre tutto ciò che voleva. Bruno descrisse l'abolizione della diocesi di Merseburgo come un peccato contro il santo patrono della chiesa di Merseburgo, San Lorenzo (cap. 12). Le regolari sconfitte dell'imperatore erano quindi una punizione per il peccato contro il santo. Ma Bruno criticò anche l'errata impostazione delle priorità di Ottone, in quanto combatté dunque contro i Franchi Occidentali carolingi invece che contro i pagani (cap. 10).
La Vita di Matilde, commissionata da Ottone II nell'anno di crisi del 974, intendeva dimostrare di essere il legittimo erede al trono e quindi l'unico titolare di un potere regio indivisibile: esso non si conclude con la morte del santo sovrano, ma culmina nel trasferimento del governo di Ottone I a suo figlio il 7 maggio 973, che l'autore vedeva come distinto dalla stessa virtù dei suoi genitori e nonni. Ottone II fu presentato come il più importante discendente di una gloriosa dinastia reale.
La sistematica promozione del monachesimo e dei monasteri portò i monaci nell'impero e in Italia a commemorare Ottone dopo la sua morte. I monasteri cluniacensi includevano lui e sua madre Adelaide come familiares nella loro commemorazione dei defunti. Tuttavia, né i successori di Ottone III né Enrico II fecero riferimento al luogo di sepoltura del loro predecessore nei loro diplomi. Ottone III realizzò una fondazione commemorativa a Essen per suo padre, che Teofano aveva già organizzato e che fu portata avanti dalla sua parente Matilde. il primo sovrano Salico, Corrado II, fece seppellire accanto a Ottone II nell'atrio della chiesa di San Pietro, nel 1027, il conte svevo Berengario, che era caduto nei combattimenti di strada a Roma nel periodo precedente l'incoronazione dell'imperatore.

### La sua figura nell'Alto e Basso Medioevo
Nella sua biografia di Gerardo di Toul, Umberto di Silva Candida fece fare al vescovo, che fu canonizzato nel 1050, una lunga preghiera sulla tomba dell'imperatore. Tuttavia, la tomba di Ottone non fu menzionata in nessuna descrizione dell'atrio della basilica di San Pietro dagli anni '80 dell'XI secolo. La memoria di Ottone passò in secondo piano rispetto a quella massiccia dei papi. Dalla metà dell'XI secolo in poi, l'epoca degli Ottoniani fu considerata un'epoca chiusa, separata dal presente, lontana nel passato. Il regno di Ottone II fu in molti casi visto solo come una parte dell'epoca, dalla quale le singole personalità imperiali non si distinguevano più. Il giudizio negativo su di lui si trova solo in poche opere e la tradizione locale rimase inalterata. In Sassonia, sotto l'influenza della tradizione annalistica di Hersfeld e Hildesheim, l'immagine negativa dell'imperatore fu mantenuta.
La fuga e il salvataggio di Ottone II dai Saraceni nel 982 si fecero presto strada nella leggenda e nelle opere storiche e il culmine dell'elaborazione di questo episodio fu raggiunto nel XII secolo, in cui si formarono diverse varianti del racconto di come l'imperatore si era salvato dal campo di battaglia: per esempio, una variante vuole che i marinai abbiano preteso che egli si riscattasse con tanti chili d'oro tanto quanto il peso del suo corpo. Un'altra variante vuole che uno dei suoi guerrieri gli ricordasse la tristezza della sua situazione ricordando le vittorie precedenti, o che l'imperatore fu inseguito da due uomini dopo essere saltato in acqua, in cui uno di loro annegò mentre l'altro riuscì a fuggire. Secondo un'altra versione, Ottone fu ferito da una freccia avvelenata, e la sua vita poté essere prolungata solo di mezzo anno grazie all'arte dei suoi medici.

### Storia della ricerca
Nel XIX secolo Albert Hauck diede un duro giudizio negativo su Ottone II: egli polemizzò nella sua Kirchengeschichte: «Poiché egli [Ottone II] si interessava a molte cose, si pensava che fosse un genio: in realtà, egli è caratterizzato dalla combinazione di eccessiva autostima e poco talento». Hauck vedeva l'inadeguatezza della politica di Ottone non nel fatto che «incontrava circostanze la cui superiorità non era in grado di superare, ma nel fatto che non era all'altezza di ciò che la situazione richiedeva da lui».
Ma anche nel XIX secolo non tutti gli storici adottarono l'immagine della gioventù dipendente, spericolata e gloriosa. Oltre allo scetticismo verso le fonti, vi contribuì anche la romantica glorificazione del Medioevo. Wilhelm Giesebrecht diede un giudizio molto favorevole nel 1840 nei Jahrbücher des deutschen Reiches, in cui le qualità giovanili di Ottone furono lodate. È proprio nella giovinezza del sovrano che Giesebrecht vede una ragione per scusare le sue rapide risoluzioni e la sua prepotenza: «Tutto sommato» egli è «l'immagine di una gioventù felicemente dotata, nobile e audace nella corona imperiale che sta davanti ai nostri occhi».
L'ultima valutazione completa della persona e del governo di Ottone fino a oggi viene fu scritta nel 1902 da Karl Uhlirz. Per lui, l'abolizione della diocesi di Merseburg e le controversie con Adelaide furono le ragioni principali della valutazione negativa dell'imperatore nelle fonti. Il giudizio di Uhlirz è estremamente positivo: Ottone aveva padroneggiato il suo compito storico e mantenuto la posizione dell'impero. Il suo unico fallimento, la battaglia contro i Saraceni, non poteva considerarsi il risultato finale di un episodio chiuso, ma vi erano ottime possibilità di successo nel Mezzogiorno italiano. Uhlirz caratterizza il governo di Ottone come potente e possente e paragona l'imperatore a Enrico VI, anche lui strappato ai suoi piani dal destino.
Robert Holtzmann nella sua Geschichte der sächsischen Kaiserzeit, sottolineò la discrepanza tra l'alta auto-considerazione di Ottone e le sue azioni avventate, da cui erano scaturite «molte decisioni avventate»: egli aggiunge «L'impazienza giovanile che era caratteristica dell'imperatore è in parte da incolpare per l'ultima disgrazia dei due dolorosi anni, la sua morte prematura».
Dopo la seconda guerra mondiale, Manfred Hellmann ne trasse una conclusione positiva nel 1956, nonostante la sconfitta di Capo Colonna e l'insurrezione slava, perché «Ottone II aveva conservato l'eredità di suo padre a est, ma anche a ovest e non da ultimo a sud, continuò la sua politica e la sua patria si assicurò il dominio di qua e di là delle Alpi». Storici come Fritz Ernst e Helmut Beumann, invece, rimasero moderati nei loro manuali, astenendosi dal dare giudizi, contestualizzando invece le fonti e sottolineando la situazione sfavorevole di Ottone sullo sfondo della storiografia contemporanea.
Ottone non ricevette molta attenzione pubblica nel 1967, quando si sarebbe potuto commemorare la sua incoronazione imperiale, né nel 1973, quando si celebrò il millesimo anniversario dell'inizio del suo governo autocratico, né dieci anni dopo, quando l'anniversario della sua morte sarebbe stato l'occasione per una celebrazione commemorativa. Nei recenti contributi di ricerca è stato spesso trattato sotto la domanda se fosse stato "un figlio sfortunato di un grande padre", trovando un certo consenso in questa affermazione. Per poter giudicare Ottone in modo adeguato, Hubertus Seibert (2001) ha esaminato le sue pratiche di governo così come le sue idee di governo e i suoi obiettivi. Tra le altre cose, Seibert identificò gli «sforzi di Ottone per centralizzare il potere di governo e per raggruppare le forze in unità più grandi» e «che ha nuovamente affermato il carattere pubblico dei ducati» e la «potente affermazione della sua pretesa di egemonia su tutta l'Italia» come attività di governo. Secondo Rudolf Schieffer (2002) Ottone fu trattato male da parte di suo padre, e aveva intenzione di realizzare più di quanto abbia fatto, ottenendo alcuni successi. Gerd Althoff e Hagen Keller sono giunti a un giudizio più sfumato nel 2008: essi hanno sottolineato che si può rendere giustizia ai risultati di Ottone solo se si comprende la difficile situazione all'inizio del suo regno. I problemi del tempo del padre rimasero irrisolti: il dominio sull'Italia, le tensioni nella società nobile sassone e la fondazione delle diocesi nella Sassonia orientale, che furono accompagnati da conflitti. Inoltre, il nuovo re doveva prima affermare il suo primato nella cerchia dei sovrani spesso più anziani che erano stati vicini a suo padre. Nel 2015, Tina Bode ha presentato una nuova interpretazione del regno di Ottone con la sua dissertazione, che, a differenza delle vecchie ricerche, giudica riuscita. Lo dimostra sulla base di tre processi: l'introduzione di un tipo completamente nuovo di monogramma del titolo (dal 975), il duca Ottone di Svevia e Baviera è stato evidenziato nelle carte, come un parente la sua influenza è stata ampliata e quindi l'esistenza della dinastia ottoniana assicurata, così come nel riconoscibile avvicinamento delle due parti dell'impero a nord e a sud delle Alpi, per esempio, attraverso un aumento delle carte per i destinatari alpini del nord nel sud.